# نورمن بارت (بازیکن هاکی روی چمن)
نورمن بارت (انگلیسی: Norman Borrett; ۱ اکتبر ۱۹۱۷ – ۱۰ دسامبر ۲۰۰۴) بازیکن هاکی روی چمن، بازیکن کریکت و بازیکن راگبی ۱۵ نفره اهل بریتانیا بود.